# Pla de l'Arc
Pla de l'Arc (en español Llano del Arco) es el nombre que recibe el conjunto arqueológico de la antigua ciudad romana de Edeta o Lauro, localizado actualmente en la parte noreste del casco urbano de Liria (Valencia, España). Dicha ciudad apareció a raíz de la destrucción de la antigua Edeta (Tosal de San Miguel) a manos de las tropas de Sertorio, por lo que los pobladores se trasladaron al llano y formaron una nueva ciudad de estilo plenamente romano que tuvo su esplendor en los siglos I y II y fue, según Plinio el Viejo, un municipium de derecho latino. La ciudad romana, de la que se conservan, entre otros restos, dos mausoleos y el complejo del Santuario y Termas de Mura, quedó prácticamente abandonada a finales del siglo III a causa de las invasiones bárbaras. Durante la época bizantina y visigoda, con la ciudad prácticamente despoblada, el santuario y las termas se reconvierten en un monasterio cristiano que se abandona definitivamente hacia finales del siglo VII.

## Hallazgos
El Pla de l'Arc recibe su nombre de un arco romano cuyas ruinas se levantaban hasta al menos el siglo XVI en las cercanías de la carretera de Liria a Olocau y que debió de estar emplazado en el punto en que la vía pública penetraba en el pomerium (tierra sagrada extramuros de la ciudad). En los alrededores del arco hubo diversas villas, destacando la de La Bombilla, donde se encontró en 1917 un mosaico que representa los doce trabajos de Hércules. Éste fue vendido en 1941 al Museo Arqueológico Nacional de Madrid, donde se halla expuesto.
Además, se han encontrado en Edeta más de 200 inscripciones en latín y griego, tanto monumentales como en graffiti, y que suponen más de un 10% del total de las inscripciones de época romana de la Comunidad Valenciana. Destacan las dedicadas a Marco Cornelio Nigrino y a Lucio Cornelio Potito. De época bizantina se ha recuperado una lámpara con representación de una cruz copta de clara influencia oriental.

## Yacimientos

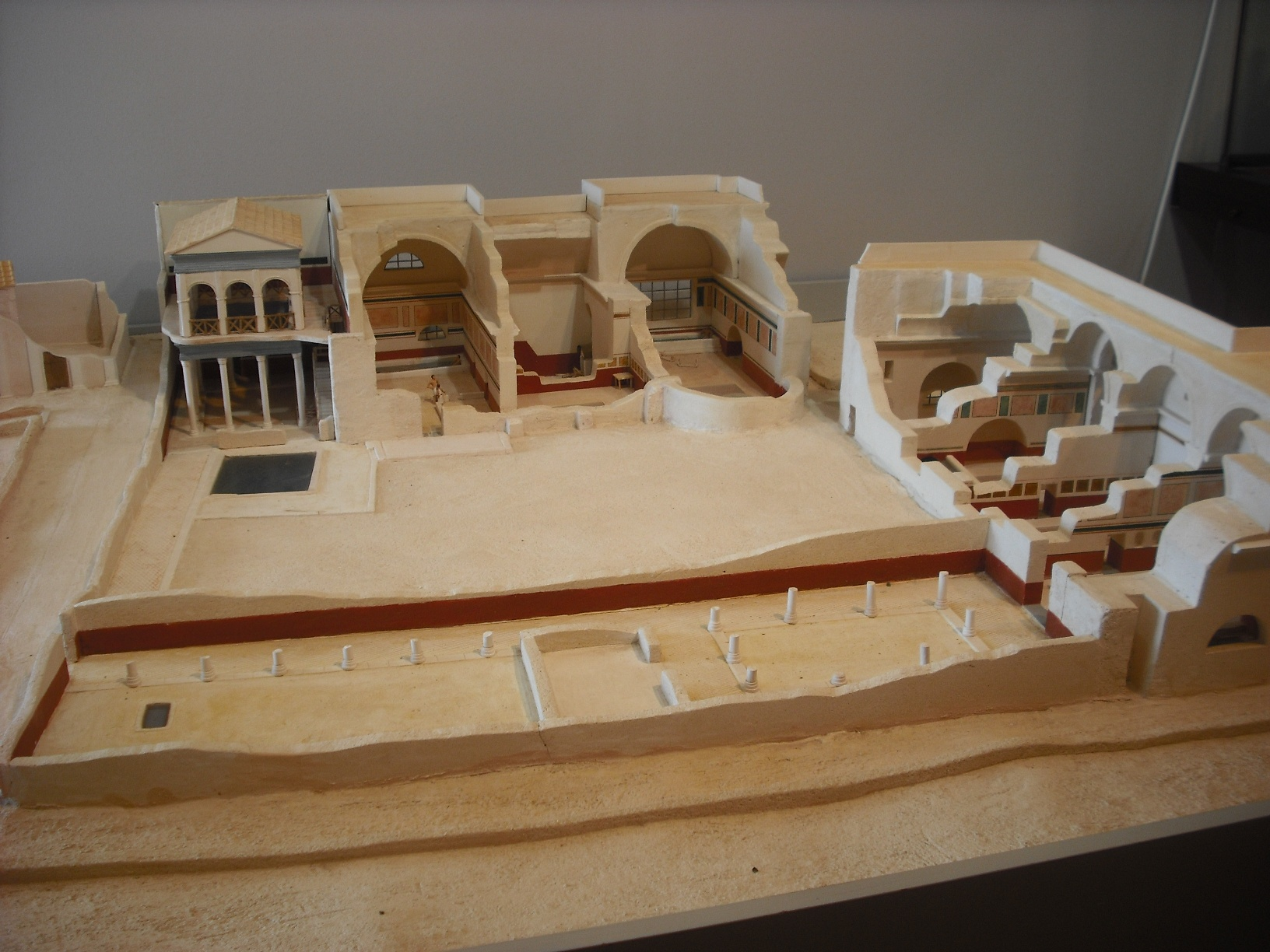
Reconstrucción de las termas de Mura.

- Mausoleos romanos (Mausoleus romans): consisten en dos edificios situados originalmente en la entrada septentrional de la ciudad romana. El primer edificio, de planta rectangular y forma de arco, tenía la fachada decorada con pilastras acanaladas y ante él se conserva una inscripción en tabula ansata. El segundo pertenece a los sepulcros turriformes y en su interior se conserva una losa con orificio central para las libaciones bajo la cual se hallaban los restos carbonizados del difunto. El conjunto constituye una de las mejores muestras de la arquitectura funeraria de Hispania y ha sido declarado BIC.[3]

- Santuario y Termas de Mura (Santuari i Termes de Mura): es un yacimiento de 3600 m² se construyó en el siglo I, probablemente promovido por Marco Cornelio Nigrino, y constituye uno de los complejos religiosos y curativos más monumentales de Hispania.[4] El templo, de estilo griego, está rodeado por un recinto cerrado de planta ligeramente trapezoidal e incluye una aedicula. El conjunto termal se encuadra dentro del estilo pompeyano y consiste en dos grandes edificios, el mayor masculino y el menor femenino, separados entre sí y articulados en torno a una palestra, aunque el acceso se hacía mediante una basilica thermarum, ya que a la palestra solo tenían acceso los hombres. Las dos termas se componen de apodyterium (vestuario), frigidarium (sala fría), tepidarium (sala tibia) y caldarium (sala caliente) y cuentan con su propio praefurnium (horno). La parte masculina contaba con una piscina fría en una esquina de la palestra y la femenina con una piscina cubierta. El conjunto, que conserva en muy buen estado gran parte del pavimento original y de las conducciones de aire caliente, es uno de los principales yacimientos romanos de la Comunidad Valenciana.[4]

- Molló del Pla de l'Arc: El Molló del Plá de L’Arc era uno de los monumentos más representativos de la ciudad romana de Edeta. Se conserva un pilar con fábrica de sillería con grandes piedras calizas labradas a escuadra, trabados a hueso, en seco, aunque en algunos puntos parece ser que se regularizaron las hiladas con un aglutinante de argamasa. Existe un paralelismo claro entre el Arc de Cabanes y el Pilar de Llíria o Molló del Pla de l’Arc, considerado generalmente como un pilar o soporte de un Arco romano. Este elemento fue construido, sin duda, en época romana, probablemente a finales del s. I d. C.[8]